# Ноде, Тома-Шарль
Тома-Шарль Ноде (фр. Thomas-Charles Naudet; 30 ноября 1773, Париж — 14 июля 1810, Париж) — французский художник-пейзажист: живописец, рисовальщик и гравёр; мастер акварели и рисунка пастелью.

## Биография
Тома-Шарль Ноде был сыном г-на Ноде, известного как «Naudet père», гравёра и торговца гравюрами, обосновавшегося в Париже, «у колоннады Лувра», возможно, до 1780 года. У Тома-Шарля была сестра Каролина (1775—1839), также гравёр и торговец эстампами, которая жила в Париже на набережной Вольтера.
Отмечается, что Тома-Шарль Ноде был учеником Юбера Робера и находился под влиянием творчества Жан-Жака де Буасcьё. Он создавал рисунки, гуаши, акварели, пастели и награвировал около пятидесяти офортов.
Под именем «Шарль Ноде» художник выставлял свои работы — пейзажи Нормандии и Парижа — в Парижском салоне в 1795, 1798, 1799, 1808 годах.
Ноде предоставил иллюстрации для «Описания департамента Уаза», альбома, составленного префектом Жаком Камбри в 1803 году. Около 1805 года Ноде сопровождал своего друга, датского натуралиста Тённеса Кристиана Брууна-Нергаарда (1776—1824) в поездках по Италии, Испании, Германии и Швейцарии, где создал около 3000 пейзажей. В 1806 году он остановился у своего друга Жана Огюста Доминика Энгра во Французской Академии в Риме на вилле Медичи благодаря стипендии Академии изящных искусств.
По словам Беральди, затем, между 1807 и 1810 годами (датой его смерти) Ноде стал торговцем и гравёром в Париже, подписывая свои эстампы «Th. C. Naudet».

## Галерея

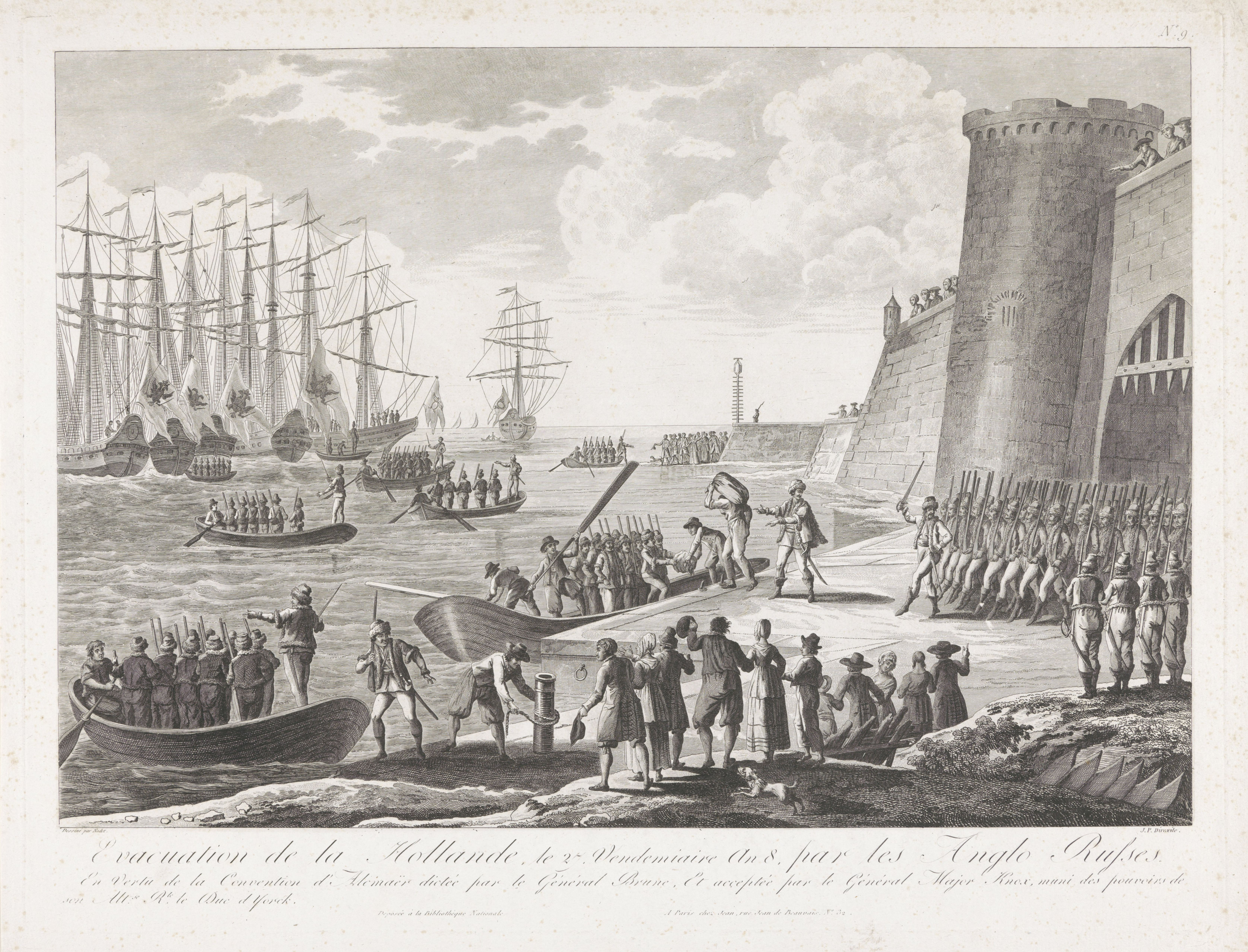
Эвакуация русской экспедиции из Северной Голландии. 1799. Офорт
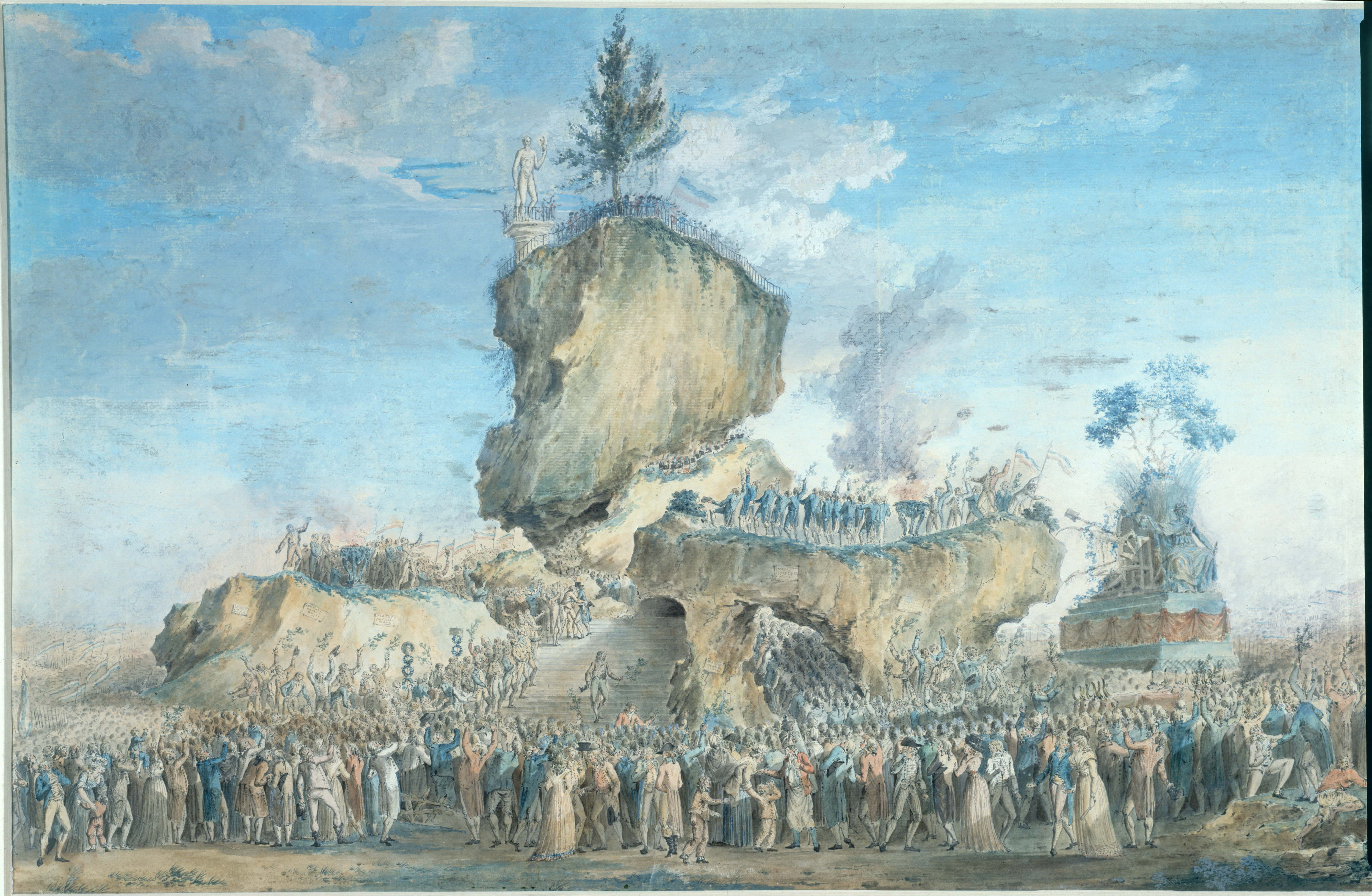
Праздник Верховного Существа 8 июня 1794 г. Бумага, акварель. Музей Карнавале, Париж
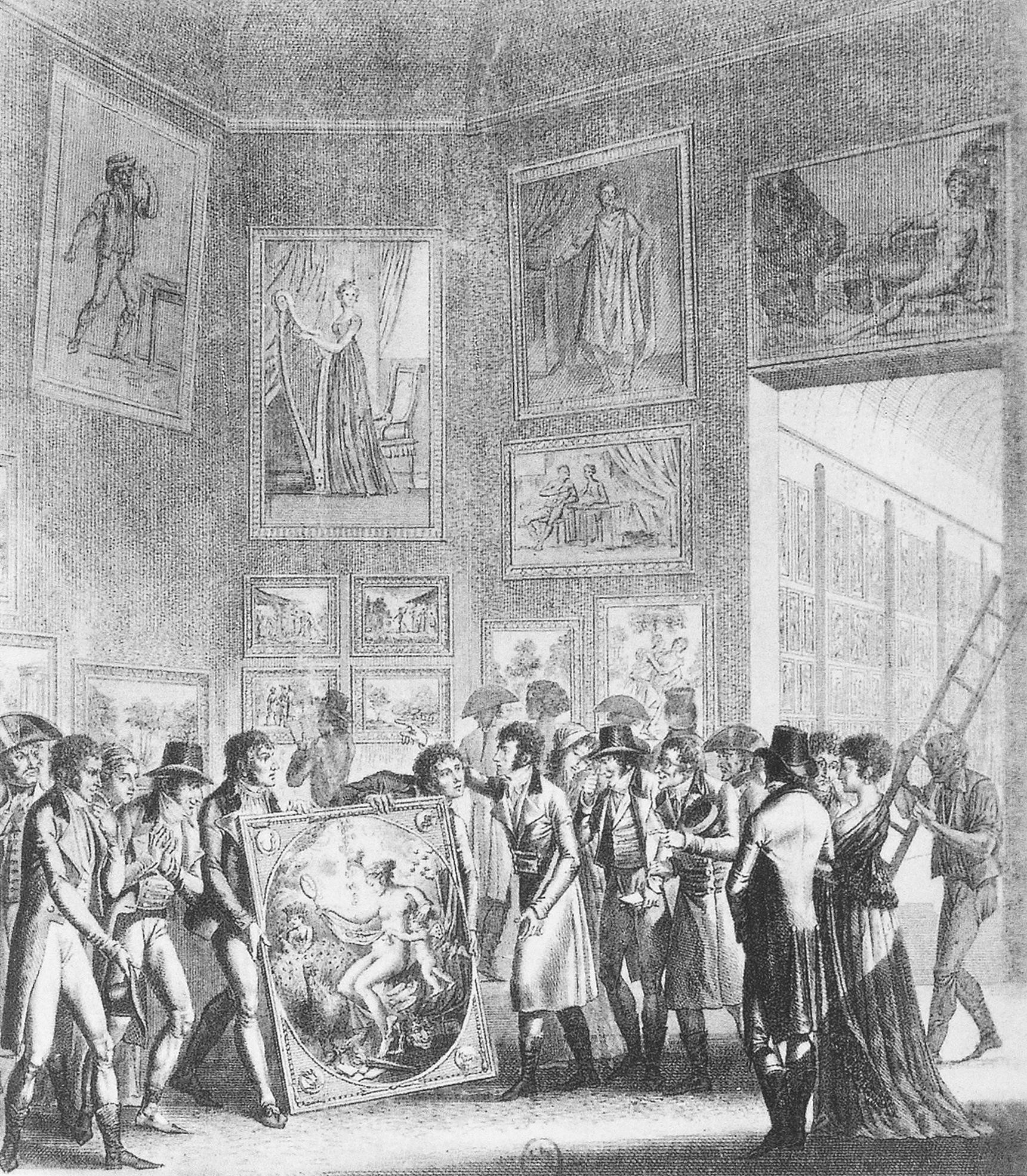
Жироде руководит помещением «Новой Данаи» в Квадратном Салоне Лувра. 1799. Офорт
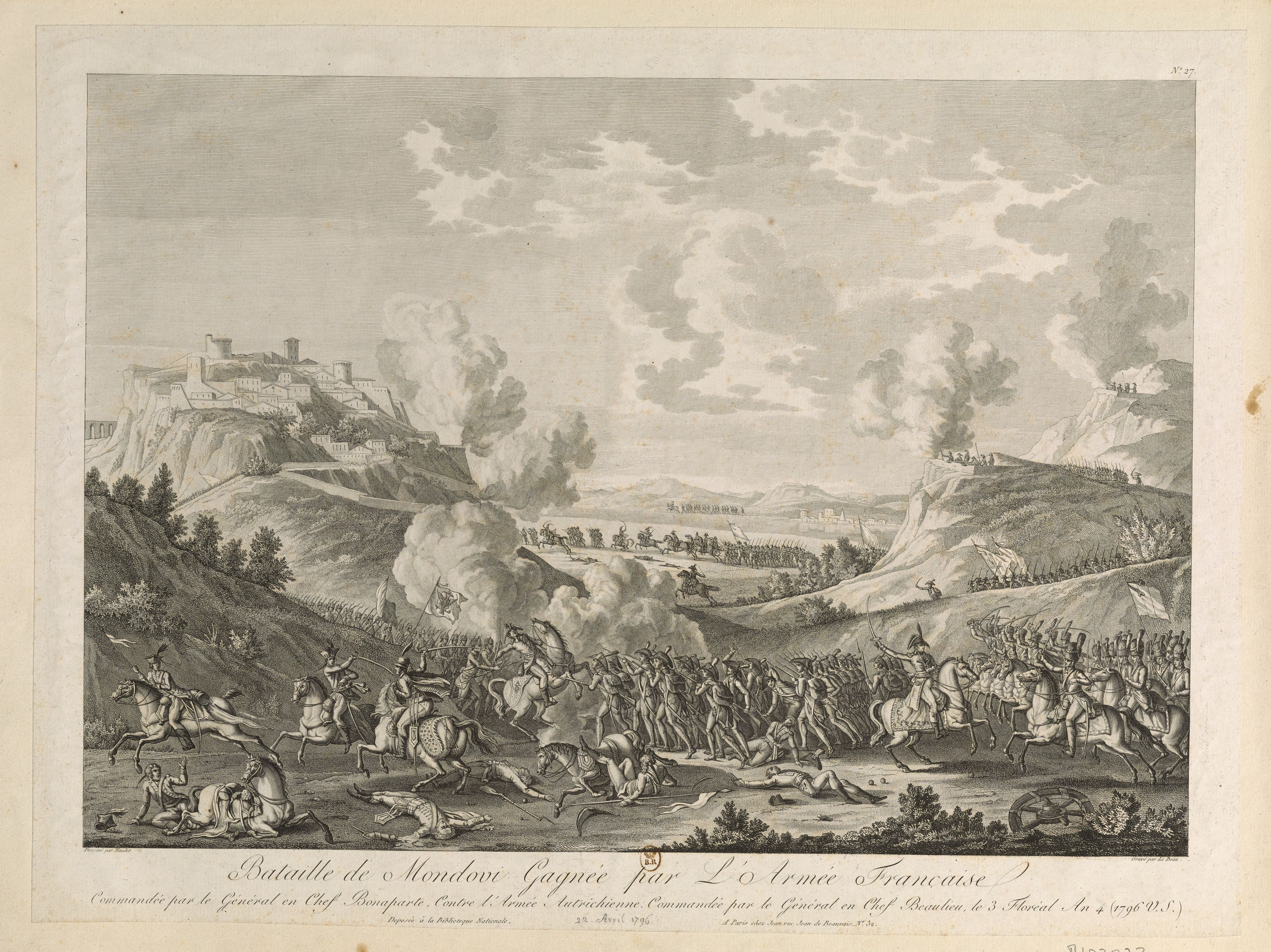
Битва при Мондови, выигранная французской армией. Между 1796 и 1802. Офорт